# Strada nazionale 36
La strada nazionale 36 era una strada nazionale del Regno d'Italia, che congiungeva Alessandria al lago Maggiore in corrispondenza di Arona.
Venne istituita nel 1923 con il percorso "Dalla nazionale 2 presso Alessandria per Occimiano - Casale e Vercelli sulla nazionale n. 1 e da Novara su questa ad Arona".
Nel 1928, in seguito all'istituzione dell'Azienda Autonoma Statale della Strada (AASS) e alla contemporanea ridefinizione della rete stradale nazionale, il suo tracciato costituì l'intera strada statale 31 del Monferrato (da Alessandria a Vercelli) e l'intera strada statale 32 Ticinese (da Novara ad Arona).